# ميشيده
مشده (بالألمانية: Meschede) هي بلدة ألمانية تقع في ألمانيا في Hochsauerlandkreis. يقدر عدد سكانها بـ 31,351 نسمة .

## المدن التوأمة
مدينة لو بوي أون فيلاي هي مدينة توأمة لـمشده.

## أعلام
- تريزا بوكر
- أوقست ماكي
- لوك كامبل